# 16 janvier 1908
Le jeudi 16 janvier 1908 est le 16e jour de l'année 1908.

## Naissances
- Ethel Merman (morte le 15 février 1984), actrice de cinéma et chanteuse américaine
- Günther Prien (mort le 7 mars 1941), commandant de U-boat
- Geneviève Irvin (morte le 11 mars 2004), actrice de théâtre et de cinéma
- Knud Thomsen (mort le 3 février 1996), homme politique danois
- Mohamed Megdoud (mort le 16 juin 1997), homme politique français
- Orazio Fiume (mort le 21 décembre 1976), compositeur italien
- Sammy Crooks (mort le 3 février 1981), footballeur anglais
- Tao Zhu (mort le 30 novembre 1969), homme politique chinois

## Décès
- Émile Tandel (né le 6 septembre 1834), historien belge
- Edzard zu Innhausen und Knyphausen (né le 14 décembre 1827), propriétaire terrien et homme politique prussien
- Lia Félix (née le 6 juillet 1830), actrice française
- Lydia Moss Bradley (née le 31 juillet 1816), riche philanthrope américaine
- Margaret Jane Mussey Sweat (née le 28 novembre 1823), poétesse américaine
- Paul Biolley (né le 15 février 1862), naturaliste suisse

## Événements
- Sortie du film américain Sauvé du nid d'un aigle